# Aluísio Francisco da Luz
Aluísio Francisco da Luz, mais conhecido como Índio (Cabedelo, 1 de março de 1931 — Rio de Janeiro, 19 de abril de 2020), foi um futebolista brasileiro que atuava como atacante. Por volta de meados de 1938, em função da morte do pai na então Vila de Cabedelo litoral norte da Paraíba, ainda criança, Índio e sua família mudaram de cidade e foram morar no Rio de Janeiro, onde já residia seu irmão mais velho. A partir da sua chegada no Rio de Janeiro, ele inicia o interesse pelo futebol ainda na escola pública. Vem dessa época também, o apelido por qual ele ficaria conhecido por toda sua vida: Índio. No final dos anos 1940, ele já atuava como juvenil no time da zone oeste do Rio de Janeiro chamado Aliados do Bangu, quando foi descoberto por Togo Renan Soares conhecido como "Kanela", então técnico do time de futebol do Flamengo e anos mais tarde, um também vitorioso técnico de basquete (dez vezes campeão carioca) pelo clube e pela Seleção Brasileira (bicampeão mundial). Kanela, também era paraibano de João Pessoa e tio do humorista e apresentador Jô Soares. No primeiro ano de Flamengo ainda como juvenil, Índio pôde disfrutar da amizade e da companhia no dia a dia do clube com o craque Zizinho eleito em 1950 como o melhor jogador da Copa no Brasil. Zizinho inclusive, dividiu com Índio que estaria de saída do Flamengo e que ele lhe confiaria a importante missão de ser o novo craque e artilheiro do time naquele momento. A saída de Zizinho do rubro negro na época, foi envolta de muito polêmica e através de negócios entre os presidentes dos clubes: Do Flamengo Dário de Melo Pinto, do Bangu Guilherme da Silveira Filho com o então ministro da fazenda, Manoel Guilherme da Silveira Filho. Anos mais tarde Índio e Zizinho se tornaram grandes amigos. O Flamengo do início dos anos 1950 era um time desacreditado e vinha de uma seca de títulos. Com a chegada de Índio e de outros grandes craques como: Evaristo de Macedo, Zagallo, Benitez, Esquerdinha, Rubens entre outros, o time conseguiu formar um grupo vencedor que ficou marcado na história como "esquadrão imortal" e o seu ataque o qual Índio era o centroavante titular, conhecido como "rolo compressor". Já em 1951, o Flamengo realiza a sua primeira turnê a Europa. Índio é destaque e um dos artilheiros, premiado na Suécia, um dos dez países da turnê, como melhor jogador. Ao todo, foram dez jogos e dez vitórias. Zé Lins do Rego torcedor fanático do clube e que exercia cargo na diretoria rubro negra, chegou a declarar sobre essa primeira excursão a Europa: "Só Santos Dumont havia feito tanto sucesso na Europa antes dos rapazes do Flamengo". Em maio de 1952, o Flamengo fez em João Pessoa, no estádio do Esporte Clube Cabo Branco, seu primeiro jogo na Paraíba contra um combinado entre os times do Botafogo da Paraíba local conhecido como "Belo" e o Auto Esporte Clube. Índio teria assim a chance de voltar a sua terra Cabedelo distante 20 quilômetros de João Pessoa, a qual estava distante havia 15 anos. Ele pede dispensa dessa partida para rever parentes e amigos em Cabedelo, decisão que deixou profundamente irritado os torcedores conterrâneos que queriam ver o artilheiro jogar. O Flamengo perdeu a partida por 3x2 e os torcedores chateados, espalham a noticia que o time rubro negro havia perdido "com Índio e tudo". 1953 é o ano de mudanças para o Flamengo e do início da fase vitoriosa da carreira de Índio. O Flamengo finalmente conquista o campeonato carioca após nove anos e Índio, com 41 gols é o artilheiro da temporada. Seus gols no Flamengo em 1953, sua postura inteligente e inovadora de jogar, imposta pelo "El Bruxo" Fleitas Solich, técnico paraguaio recém contratado pelo então presidente Gilberto Ferreira Cardoso, fizeram Índio chegar a Seleção Brasileira em 1954 para a disputa da Copa da Suíça, a primeira Copa após a segunda grande guerra, tornando-o assim o primeiro paraibano a vestir a camisa da seleção brasileira e a disputar uma Copa do Mundo. Índio também fica marcado como o terceiro nordestino na Seleção, sendo Ademir Menezes "o queixada", natural de Recife, Pernambuco, o primeiro nordestino na seleção brasileira. Índio disputa nessa Copa, a partida emblemática entre Brasil x Hungria, mais tarde eternizada como "a batalha de Berna" e segundo a FIFA, uma das dez maiores partidas de todas as Copas. A partida foi marcada desde o início por muita rivalidade e disputa entre as duas seleções. O Capitão brasileiro Bauer entra em campo com uma imagem de Nossa Senhora afim de provocar os adversários ditos "comunistas". A Hungria ainda havia feito parte da aliança com a Alemanha na segunda grande guerra, e os efeitos dessa atitude ainda ecoavam no mundo e no futebol. Antes das partidas da Copa de 1954, cartolas gritavam aos jogadores no vestiário, palavras de ódio e "vingança aos mortos na segunda guerra", o que fez do clima entre os jogadores nessa Copa, sempre muito tenso. No dia 27 de Junho de 1954, o Brasil perde a partida contra a Hungria por 4x2, Índio sofre um pênalti e ainda mete uma bola na trave. Após o apito final do juiz inglês Arthur Ellis, a confusão foi geral. Briga generalizada entre jogadores, jornalistas e cartolas. Índio declarou na entrevista a Fundação Getúlio Vargas, que "apenas observou tudo de longe". Índio jamais foi expulso de uma partida de futebol. O Flamengo com as bênçãos do flamenguista Padre Góes, sagrou-se com Índio tricampeão carioca de 1953 a 1955 e ninguém fez mais gols que ele nesse período, gols que o ajudaram a ficar marcado na história do clube rubro negro como o décimo maior artilheiro, sendo Zico o primeiro dessa lista. Índio foi um torcedor apaixonado pelo Flamengo desde a sua infância já no Rio de Janeiro. Ele foi muitas vezes festejado no Maracanã pela torcida e pela imprensa carioca, desde a sua chegada no time profissional em 1951 quando por exemplo, fez o gol que quebrou uma sequencia de 20 jogos em que o Clube de Regatas Vasco da Gama e seu Expresso da Vitória vencia o Flamengo. Índio ainda fez os gols dos títulos cariocas de 1953 e 1954.
Em sua carreira como profissional (1951–1965) Índio atuou por: Flamengo (1951-1957), Corinthians (1957-1959), Espanyol (1959-1963), Lusitano de Évora (1963), Sanjoanense (1964), América (1965), Seleção Brasileira (1954 a 1957), Seleção Carioca (1954-1957) e Seleção Paulista (1958-1959).
Em 2011, ele deu uma marcante entrevista a Fundação Getúlio Vargas para o projeto “Futebol, Memória e Patrimônio: projeto de constituição de um acervo de entrevistas em História Oral”
Em junho de 2022, foi lançada pela editora Livrosdefutebol, a biografia de Aluísio Francisco da Luz "Índio", com o título de: "Índio – O Herói de 57" (autoria de Fábio Henrique Alves). O livro narra com detalhes toda a carreira de Índio.

## Flamengo "Esquadrão Imortal e "Rolo Compressor" (1951-1957)
Índio foi um atacante que marcou época pelo Flamengo. Jogou quase oito anos pela equipe e sua média de gols era de um tento a cada duas partidas, tendo conseguido entrar na seleta lista dos 10 maiores artilheiros da história do clube, com 142 gols. Índio foi um centroavante que fugiu aos padrões da época. Não era forte ou alto, tinha apenas 1,72 de altura. Seus gols e sua postura inovadora foram ensinamentos do técnico paraguaio do time rubro negro, Fleitas Solich. "El Bruxo" como era conhecido, que era um treinador a frente do seu tempo. Foi responsável também em fazer com que atacantes como Zagallo e Evaristo de Macedo, passassem a marcar e voltassem para ajudar na defesa.
Na equipe da Gávea, estreou em uma partida contra o São Paulo, substituindo o grande Durval. Conviveu ainda com o Mestre Zizinho no Flamengo, que o tinham como um grande atacante. Em 1951, foi destaque na primeira excursão rubro negra a Europa da qual o Flamengo retornou invicto. Foram dez jogos e dez vitórias. Em 1952 fez história ao interromper uma série invicta do Vasco da Gama, e começou a arrancada para o segundo tricampeonato estadual do Flamengo em 1953, 1954 e 1955. Índio ainda foi o artilheiro do Flamengo nas temporadas de 1953 e 1956, com 41 e 31 gols respectivamente. Seus principais companheiros no ataque durante sua passagem no Flamengo, foram: Esquerdinha, Benitez, Adãozinho, Paulinho, Evaristo de Macedo e Zagallo. Índio é (junto com Evaristo de Macedo), artilheiro da maior goleada já vista no Maracanã. Em 27 de outubro de 1956, o Flamengo venceu o São Cristóvão pelo placar elástico de 12x1. Índio e Evaristo marcaram nessa partida quatro gols cada. Em 1957 após ser o grande destaque das eliminatórias para a Copa do Mundo de 1958, Índio foi levado para o Corinthians através do também técnico da seleção, Oswaldo Brandão. Índio constantemente era durante esse período no Flamengo, convocado para a atuar na Seleção Carioca, onde foi destaque e artilheiro nos campeonatos de Seleções Estaduais.

## Corinthians e Seleção Paulista (1957-1959)
Índio foi contratado pelo Corinthians em junho de 1957, após as eliminatórias para a Copa de 1958, onde ele foi o grande destaque. O técnico Oswaldo Brandão um grande admirador do seu futebol, exigiu a sua contratação em uma tentativa de tirar o time de uma fila sem títulos desde 1954, onde o próprio Oswaldo Brandão foi o técnico do Timão campeão. Em 1957, o Corinthians de Índio é premiado por um grande jornal paulista com a Taça dos Invictos, pelos 35 jogos sem perder nesse campeonato, mas o time fica apenas com o vice campeonato paulista. O São Paulo do Zizinho, já em final de carreira, é o campeão. Índio e Zizinho se reencontram agora em lados opostos. Em 1959, após uma turnê corintiana a Europa, Índio é o grande destaque da vitória por 4x2 sobre o fortíssimo Barcelona do seu amigo Evaristo de Macedo, em pleno Camp Nou. Índio é seduzido pela Espanha e passa ser atleta do Espanyol de Barcelona. Sobre sua passagem no Corinthians, Índio declarou que "foi muito feliz no Corinthians", queixava-se apenas das longas viagens realizadas para a disputa dos jogos do campeonato paulista e ainda do frio de São Paulo. Das cem partidas em que esteve no Timão, em noventa e oito delas, ele foi titular, marcando nesse período 52 gols. É dessa época quando atuava no Corinthians que Índio vive ainda outro grande de emoção no futebol, a de ter atuado pela seleção paulista no ataque ao lado do jovem atacante Pelé.

## RDC Espanyol de Barcelona (1959-1963)
Após ser destaque na turnê corintiana a Europa em junho de 1959, Índio foi contratado pelo time Espanyol de Barcelona, um dos mais tradicionais clubes espanhóis. Pesou também na sua decisão, o fato de que alguns dos seus amigos também estavam por lá, entre eles: Vavá, Didi e Evaristo de Macedo. Índio foi ainda o primeiro negro a atuar no clube catalão. Segundo pesquisado Juan Pedro Martines, autor do almanaque "Corazon Perico", que retrata toda a história do clube, Índio foi recebido pela torcida como um jogador "galáctico" para a sua época, principalmente em função da sua passagem no Flamengo e na Seleção Brasileira. Na sua primeira temporada com o clube, no entanto, o time infelizmente amargou o rebaixamento. A volta a elite espanhola do "Periquito", já se deu na temporada seguinte. Índio foi muito querido pela torcida, e quando ele não era relacionado a torcida cantava: "donde esta el índio?". Nas suas primeiras férias espanholas em 1960, Índio retornou mais uma vez a Cabedelo e foi recebido calorosamente por amigos e torcedores. Ao total, Índio disputou 70 partidas e fez 28 gols pelo time catalão. Nesses anos porém de Espanha, Índio passa a ficar de fora dos planos da Seleção Brasileira. Naquela época, não se convocava jogadores que atuavam fora do país.

## Amizade com Evaristo de Macedo
Índio e Evaristo de Macedo se conheceram em 1953, ano em que o jovem Evaristo foi contratado pelo Flamengo vindo do Madureira, e onde Índio já era artilheiro e craque do time rubro negro, de cara, tornaram-se grande amigos, uma amizade eternizada até a sua morte em 19 de abril de 2020. Índio e Evaristo atuaram juntos no Flamengo entre 1953 e 1957, e ainda, na Seleção Brasileira em 1957, no Campeonato Sul-americano (hoje Copa América) e nas Eliminatórias da Copa de 1958. Foram ainda adversários na Espanha, Índio jogando pelo RDC Espanyol e Evaristo no Barcelona (1959-1962) e depois no Real Madrid (1963).

## Encerramento da Carreira no América (1965)
Índio encerrou sua carreira no segundo semestre de 1965, aos 34 anos no América carioca a convite do então técnico Gentil Cardoso. Curiosamente um dos grandes ídolos da torcida americana iniciava nessa época sua carreira, o craque Eduardo Antunes Coimbra, o "Edu" ou "Edu Coimbra". Edu é um dos maiores ídolos da história do America Football Club, sendo o segundo maior artilheiro da história do clube carioca com 212 gols marcados entre 1966 e 1974.

## Seleção Brasileira (1954-1957)
Pela Seleção Brasileira, participou da Copa do Mundo de 1954 e do Sul-Americano de 1957. Em 1954, Índio passa ser o primeiro paraibano a disputar uma Copa do Mundo. Ele atua na movimentada partida conhecida como "a batalha de Berna", pelas quartas de final da Copa. A Hungria do craque Puskas era a grande seleção a ser batida, e vinha com o mesmo grupo que havia sido medalha de ouro nas olimpíadas de Helsinque na Finlândia. Pela Seleção Brasileira, o seu gol mais importante foi contra o Peru, pelas Eliminatórias da Copa do Mundo de 1958. O jogo foi 1–1 em Lima, e na volta o Brasil venceu por 1–0 com uma "folha-seca" de Didi. A torcida e a imprensa da época porém, consideraram Índio como o grande herói das eliminatórias, e o responsável pelo Brasil ir a Copa de 1958 em função da grande dificuldade em que a Seleção passou diante do Peru, em Lima. O gol salvador de Índio aconteceu no segundo tempo da partida. Brasil e Peru já vinham com os ânimos exaltados desde o campeonato sulamericano de 1957, disputado poucos dias antes da partida válida pelas eliminatórias. O placar da partida foi 1x0 para o Brasil, mas o jogo nem chegou ao fim em função da truculência dos jogadores peruanos com o arbitro. Em 2008 o diretor José Carlos Asbeg lançou o documentário "1958 - O Ano em que o mundo descobriu o Brasil" que ilustra bem o protagonismo de Índio nesse momento do futebol brasileiro. Em Janeiro de 1958, quando já atuava pelo Corinthians, Índio sofreu uma lesão no pé que o deixa de fora por três meses. Em março daquele ano, época da convocação para a Copa de 1958, Índio é cortado por determinação do departamento médico do Corinthians e fica de fora da Copa de1958. O técnico Vicente Feola que contava com a recuperação de Índio, decide após saber que não contaria com Índio, em apostar num jovem atacante do Santos Futebol Clube chamada Pelé. Índio fez 10 jogos e marcou 5 gols com a amarelinha. Em função da suas atuações nas eliminatórias da Copa de 1958, sua contribuição a Seleção Brasileira é imensurável. Muito provavelmente se o Brasil perdesse o primeiro jogo disputado em Lima, segundo os próprios jogadores, fatalmente perderia o segundo jogo no Maracanã e assim ficaria de fora da Copa de 1958, que transformou o Brasil numa potencia do futebol e ainda viu o nascimento do Rei Pelé.

### Jogos pela Seleção[6]
| #  | Data                  | Jogo                 | Torneio                                |
| -- | --------------------- | -------------------- | -------------------------------------- |
| 01 | 2 de maio de 1954     | Brasil 4–1 Colômbia  | Amistoso internacional                 |
| 02 | 9 de maio de 1954     | Brasil 2–0 Colômbia  | Amistoso internacional                 |
| 03 | 27 de junho de 1954   | Hungria 4–2 Brasil   | Copa do Mundo FIFA - 4as de Final      |
| 04 | 5 de dezembro de 1956 | Brasil 1–2 Argentina | Amistoso Internacional                 |
| 05 | 13 de março de 1957   | Brasil 4–2 Chile     | Campeonato Sul-Americano de Futebol    |
| 06 | 21 de março de 1957   | Brasil 7–1 Equador   | Campeonato Sul-Americano de Futebol    |
| 07 | 31 03/1957            | Peru 0–1 Brasil      | Campeonato Sul-Americano de Futebol    |
| 08 | 3 de abril de 1957    | Argentina 3–0 Brasil | Campeonato Sul-Americano de Futebol    |
| 09 | 13 de abril de 1957   | Peru 1–1 Brasil      | Eliminatórias da Copa do Mundo de 1958 |
| 10 | 21 de abril de 1957   | Brasil 1–0 Peru      | Eliminatórias da Copa do Mundo de 1958 |

## Morte
No início de abril de 2020, no Rio de Janeiro onde morava com a família, Índio deu entrada no hospital passando mal e foi internado. Na sequencia, foi possivelmente infectado no próprio hospital pelo vírus da covid 19. Era o início da pandemia e não sabia quase nada sobre a doença. Índio faleceu no dia 19 de abril de 2020, aos 89 anos. Curiosamente, o dia 19 de abril é conhecido como "o Dia do Índio".

## Títulos
Flamengo
- Taça dos Campeões Estaduais Rio-São Paulo: 1955
- Campeonato Carioca: 1953, 1954, 1955
- Torneio Início do Campeonato Carioca: 1951, 1952
- Torneio Internacional de Lima: 1952
- Torneio Internacional do Rio de Janeiro: 1954, 1955
- Torneio Juan Domingo Perón: 1953
- Torneio Triangular de Curitiba: 1953

Corinthians
- Taça Charles Miller: 1958
- Torneio Brasília: 1958

Seleção Brasileira
- Campeonato Pan-Americano: 1956
- Superclássico das Américas: 1957
- Taça Bernardo O'Higgins: 1955
- Taça do Atlântico: 1956
- Taça Oswaldo Cruz: 1955, 1956